# Septembrie 1981
Acest articol este generat integral pe baza informațiilor din articolul 1981 și este actualizat periodic de un robot.
 Editările făcute în articol vor fi șterse la următoarea actualizare! Dacă doriți să faceți modificări, editați articolul-sursă.

ianuarie -
februarie -
martie -
aprilie -
mai -
iunie -
iulie -
august -
septembrie -
octombrie -
noiembrie -
decembrie
Septembrie 1981 a fost a noua lună a anului și a început într-o zi de marți.

## Evenimente
- 10 septembrie: Pictura "Guernica" a lui Picasso este mutată de la New York la Madrid.
- 19 septembrie: Simon & Garfunkel se reunesc și performeză un concert gratuit la New York în fața a aproximativ jumătate de milion de spectatori.

## Nașteri
Chisato Morishita, actriță japoneză
Radosław Zawrotniak, scrimer polonez
Beyoncé (Beyoncé Giselle Knowles-Carter), cântăreață, actriță de film, designer de modă, dansatoare și producătoare americană
Ali Gerba, fotbalist canadian de origine cameruneză
Filippo Volandri, jucător de tenis italian
Yuki Abe, fotbalist japonez
Santiago Salcedo, fotbalist paraguayan
Gökhan Zan, fotbalist turc
Hannah Herzsprung, actriță germană
Teruyuki Moniwa, fotbalist japonez
Daiki Takamatsu, fotbalist japonez
José Moreno Mora, fotbalist columbian
Rajaa al-Sanea, scriitoare saudită
Gabriel Crăciun, fotbalist român
Jennifer Hudson, cântăreață americană
Antonio López Guerrero, fotbalist spaniol
Alexandra do Nascimento, handbalistă braziliană
Simona Mușat, canotoare română
Kimberly Alexis Bledel, actriță americană
David Lafata, fotbalist ceh
Siegfried Mureșan, economist și om politic român
Feliciano López, jucător de tenis spaniol
Joci Pápai, cântăreț maghiar
Stelian Stancu, fotbalist român
Koji Yamase, fotbalist japonez
Ryan Briscoe, pilot auto australian de Formula 1 și Formula IndyCar
Diana Rotaru, compozitoare română
Serena Williams, jucătoare americană de tenis
Jaime Manuel Penedo Cano, fotbalist panamez
Asuka, luptătoare de wrestling japoneză
Andrej Pečnik, fotbalist sloven
Willy Caballero, fotbalist argentinian
Nam Hyun-hee, scrimeră sud-coreeană
Shane Smeltz, fotbalist neozeelandez
Raina, cântăreață bulgară
Dominique Moceanu, sportivă (gimnastică artistică) americană
Cecelia Ahern, romancieră irlandeză

## Decese
- 1 septembrie: Albert Speer, arhitect german, ministru al armamentelor și producției de război pentru Germania nazistă (n. 1905)
- 6 septembrie: Lucas Demare, regizor de film argentinian (n. 1910)
- 8 septembrie: Hideki Yukawa, 74 ani, fizician japonez, laureat al Premiului Nobel (1949), (n. 1907)
- 12 septembrie: Eugenio Montale, 84 ani, scriitor italian, laureat al Premiului Nobel (1975), (n. 1896)
- 17 septembrie: Octavian Luchian, scriitor român (n. 1903)
- 28 septembrie: Aloysius Tăutu, 85 de ani, istoric român (n. 1895)
- 28 septembrie: Aloisie Tăutu, istoric român (n. 1895)